# Lights Out!
| Recensione | Giudizio |
| ---------- | -------- |
| AllMusic   | [ 1 ]    |

Lights Out! è il secondo album di Jackie McLean (a nome della The Jackie McLean Quintet), pubblicato dalla Prestige Records nel giugno 1956.

## Tracce
Lato A
1. Lights Out – 12:55 (Jackie McLean)
2. Up – 4:44 (Jackie McLean)
3. Lorraine – 6:23 (Donald Byrd)

Durata totale: 24:02
Lato B
1. A Foggy Day – 6:20 (Ira Gershwin, George Gershwin)
2. Kerplunk – 8:49 (Donald Byrd)
3. Inding – 6:29 (Jackie McLean)

Durata totale: 21:38

## Musicisti
- Jackie McLean - sassofono alto
- Donald Byrd - tromba
- Elmo Hope - pianoforte
- Doug Watkins - contrabbasso
- Art Taylor - batteria

Note aggiuntive
- Bob Weinstock - supervisore e produttore
- Registrato il 27 gennaio 1956 al Rudy Van Gelder Studio di Hackensack, New Jersey, Stati Uniti
- Rudy Van Gelder - ingegnere delle registrazioni
- Esmond Edwards - fotografia copertina frontale album